# ポロネーズ第4番 (ショパン)
フレデリック・ショパンのポロネーズ第4番（ポロネーズだいよんばん）ハ短調作品40-2は、前作と対になって1839年に作曲、翌年出版された。献呈先は友人のユリアン・フォンタナ。
前作の明朗快活な進行とは対照的に、低音のオクターブ奏法による鈍調さと陰鬱な演出をしている。アルトゥール・ルービンシュタインによれば、前作は作曲者故国ポーランドの栄光、本作はその没落を象徴している。
Maestoso
右手の主和音による簡単な序奏に乗って、左手が幅の広いオクターブを響かせる。随所に最強音を指示している。
中間部は変イ長調の感傷的なもの。半音階を使用して調性が不安定。再現部では、主部の旋律が、中間部から誘導されたモチーフと絡み合いながら再現される。